# Jamsk
Jamsk (in lingua russa Ямск) è un centro abitato dell'Oblast' di Magadan, situato nell'Ol'skij rajon.